# Maryam Khanom
Maryam Khanom, död efter 1797, var gemål till shah Aga Muhammed Khan (regerande 1789-1797) och Fath-Ali Shah Qajar (regerande 1797-1834).
Hon var judinna och omtalad för sin skönhet. Efter sin första makes död 1797 blev hon föremål för en konflikt mellan den nya monarken och hans bror Hossein Khan Sardar, som båda önskade gifta sig med henne. Monarken arrangerade ett äktenskap mellan henne och sig själv, vilket ledde till en konflikt med hans bror, som senare öppet utmanade honom om makten.